# Sara Gille
Medine Sara Borita Gille, anteriormente Seppälä (nascida a 8 de setembro de 1981), é uma política sueca e membro do Riksdag pelo partido Democratas Suecos.
Gille, que é descendente de curdos, trabalha na política desde 2014. Durante as eleições gerais suecas de 2018 ela foi eleita para o Riksdag para a sede do município de Malmö. No parlamento, serve pelos Democratas Suecos na Comissão de Relações Externas e na Comissão de Educação.